# Конгостріна
Конгостріна (ісп. Congostrina) — муніципалітет в Іспанії, у складі автономної спільноти Кастилія-Ла-Манча, у провінції Гвадалахара. Населення — 44 особи (2010).
Муніципалітет розташований на відстані близько 90 км на північний схід від Мадрида, 47 км на північ від Гвадалахари.

## Демографія
Динаміка населення (INE ):